# The Life List
The Life List (bra: A Lista da Minha Vida) é um filme americano de comédia romântica e drama de 2025. Foi escrito e dirigido por Adam Brooks e adaptado do romance homônimo de Lori Nelson Spielman. É estrelado por Sofia Carson, Kyle Allen e Connie Britton. A trama segue Alex, que, após a morte da mãe, revisita seus sonhos de infância e decide correr atrás de antigos objetivos. No entanto, ela logo descobre que perseguir esses desejos de uma vida inteira a leva por uma jornada inesperada e transformadora. Foi lançado pela Netflix em 28 de março de 2025.

## Enredo
Elizabeth, mãe de Alex Rose, morre em decorrência de um câncer metastático. Em seu testamento, Alex é demitida do seu cargo na Rose Cosmetics, e sua cunhada assume como nova CEO. A casa da família permanecerá fora do mercado por um ano, podendo ser usada pelos herdeiros durante esse período. Todos, exceto Alex, recebem 20% das ações da empresa. Já a herança de Alex será revelada apenas após ela cumprir uma determinada série de tarefas. Sozinha, Alex assiste ao vídeo deixado por Elizabeth, onde sua mãe explica que o testamento só será revelado depois que ela cumprir uma lista de metas que escreveu aos 13 anos — uma forma de evitar que Alex se acomode em uma vida por obrigação. O advogado responsável pela execução do testamento, Brad Ackerman, será o encarregado de verificar o cumprimento de cada tarefa e, a cada conquista, liberar um novo vídeo.
Uma das primeiras missões envolve o "teste do amor verdadeiro", com quatro critérios: 1) Alex deve abrir completamente o coração para a pessoa; 2) ela deve ser gentil; 3) inspirá-la a ser sua melhor versão; e 4) ela deve conseguir se imaginar tendo filhos com essa pessoa. Alex mostra a lista para seu namorado, Finn, que se empolga com a ideia de abrirem juntos uma empresa de jogos eletrônicos. Chocada com a visão dele para o futuro, ela decide terminar o relacionamento. Em seguida, Alex procura Brad e aceita oficialmente o desafio deixado por sua mãe.
Em uma noite de microfone aberto em um clube de comédia, Alex lida com confiança com um cara provocado-a da plateia, após ela tê-lo rejeitado anteriormente. Sua próxima tarefa é sair da zona de conforto diariamente por uma semana. Como parte disso, ela começa a dar aulas voluntárias para adolescentes em situação de vulnerabilidade. Ao enfrentar dificuldades com um dos alunos, ela busca a ajuda de Garrett Taylor, o coordenador do abrigo, com quem já havia cruzado antes no metrô. Ele lhe dá conselhos sobre como lidar melhor com o jovem. Durante um jantar de reconciliação com seu pai distante, Sam, Alex acaba descobrindo acidentalmente que seu pai biológico é o músico Johnny Alvarez. Ela propõe aos irmãos que tentem encontrá-lo — ideia apoiada por Lucas, mas desencorajada por Julian, que teme um escândalo público. Alex então procura sua antiga professora de piano da infância para aprender "Clair de lune", mas descobre que precisará participar de um recital em grupo mais adiante. Ainda enfrentando dificuldades para se conectar com o aluno rebelde do abrigo, ela procura Garrett novamente. Como ele precisa comparecer a um evento beneficente, ela o acompanha. Lá, Brad também está presente com sua namorada, Nina, que está prestes a se mudar de volta para Nova York. Ao ver o ex-jogador de basquete Patrick Ewing no local, Alex o aborda com carisma e simpatia.
Namorando Garrett, Alex consegue convencer Patrick Ewing a participar de outro evento beneficente, no qual jogam basquete juntos, completando mais itens da lista. Como as atividades do casal costumam girar em torno dos interesses de Garrett, Alex o convence a ir a um jantar com seus amigos barulhentos e extrovertidos. Depois da festa, eles discutem: Garrett se sentiu desconfortável e a acusa de estar apenas usando-o para concluir a lista e receber sua herança, saindo irritado. Sem ter como viajar para procurar seu pai, Alex pega carona com Brad e Nina até Vermont para fazer uma visita surpresa a Johnny. Percebendo a química entre Alex e Brad, Nina vai embora discretamente. Na apresentação, Johnny nota os olhares deles e se aproxima entre duas músicas. Eles conversam e combinam de se encontrar na manhã seguinte. Depois, Alex e Brad saem para beber e acabam fazendo sexo.
Na manhã seguinte, Johnny não aparece. Decepcionada, mas não surpresa, Alex volta em silêncio com Brad. Ao chegar ao seu prédio, ela agradece pela companhia, e ele a beija. Sentindo-se ingênua por acreditar que reencontrar Johnny resolveria tudo, ela se culpa. Brad tenta confortá-la, mas ao ouvir Alex chamar a noite deles de "um erro", ele revela que terminou com Nina por causa dela. Chateada por não ter sido informada disso antes de dormirem juntos, Alex se afasta, ainda mais ao ver Garrett por perto. Brad insiste que ela não o ama, e ela, furiosa, vai embora.
No reencontro com Garrett, apesar de ele admitir que sentiu sua falta, Alex destaca que os aspectos dela que ele rejeitou naquela noite — como sua espontaneidade e seu círculo de amizades — são partes essenciais de quem ela é. Com isso, ambos reconhecem suas diferenças e decidem seguir em frente. Mais tarde, Lucas reúne os irmãos na casa da família, supostamente para discutir a venda do imóvel, mas os surpreende com um acampamento improvisado sob a lua cheia. Apesar da resistência inicial, Alex e Julian acabam ficando. Durante a noite, Alex conta sobre a viagem a Vermont, e os irmãos confessam terem sentido inveja da relação próxima que ela tinha com Elizabeth. Em um momento de união, ela compartilha com eles os vídeos deixados por sua mãe. Alex também se reconcilia, finalmente, com Sam. Em dezembro, ao visitar o escritório de advocacia, ela se surpreende ao não ver Brad e já espera não receber a herança, pois não completou toda a lista. Para sua surpresa, ela a escritura da casa. No vídeo final, Elizabeth a encoraja a continuar buscando o amor verdadeiro. Alex, emocionada, abraça a tela.
Logo depois, Alex procura Brad e admite que, na última vez em que conversaram, sentiu-se sobrecarregada. Ela afirma que ele preenche todos os quatro critérios do teste do amor verdadeiro, e os dois se abraçam. Na festa de Ano Novo, realizada na casa, Julian agradece à mãe por tê-los ajudado a superar o ano.

## Elenco
- Sofia Carson como Alex Rose
- Kyle Allen como Brad
- Sebastian de Souza como Garrett
- Connie Britton como Elizabeth
- José Zúñiga como Samuel
- Jordi Mollà como Johnny
- Dario Ladani-Sanchez como Lucas
- Federico Rodriguez como Julian
- Marianne Rendón como Zoe
- Michael Rowland como Finn
- Chelsea Frei como Megan
- Rachel Zeiger-Haag como Catherine
- Luca Padovan como Ezra
- Maria Jung como Nina
- Donnetta Lavinia Grays como Sra. Howard
- Jonathan Lipnick como Sr. Sullivan
- Ben Warheit como Jackson
- Mary Joy como Sally Wyman
- Shannon Barnes como Nell
- Patrick Ewing como ele mesmo

## Produção

### Desenvolvimento
O filme foi dirigido por Adam Brooks, que também adaptou o romance homônimo de Lori Nelson Spielman. A produção ficou por conta de Liza Chasin, da 3dot Productions, em parceria com a Netflix.

### Seleção do elenco
Em março de 2024, foi anunciado que Sofia Carson lideraria o elenco ao lado de Kyle Allen, Sebastian de Souza e Connie Britton. Em abril do mesmo ano, José Zúñiga, Jordi Mollà, Marianne Rendón e Chelsea Frei também se juntaram à produção. O elenco ainda conta com Michael Rowland, Dario Ladani-Sanchez, Federico Rodriguez e Maria Jung.

### Filmagens
As gravações aconteceram em setembro de 2024, com locações em Nyack, Nova York.

## Lançamento
The Life List foi lançado na Netflix em 28 de março de 2025.

## Recepção

### Audiência
Na semana de 8 de abril de 2025, o longa alcançou o primeiro lugar entre os filmes mais assistidos da Netflix nos Estados Unidos.

### Resposta da crítica
No site agregador de críticas Rotten Tomatoes, 45% das 22 avaliações dos críticos são positivas, com uma classificação média de 5,1/10. O consenso do site diz: "The Life List marca todos os clichês de uma comédia romântica com eficiência, mas poderia ter se beneficiado se saísse um pouco do óbvio de vez em quando." No Metacritic, que utiliza uma média ponderada, o filme recebeu uma pontuação de 49 de 100, com base em 6 críticas, indicando avaliações "mistas ou médias".